# Soz Art
Soz Art (соц арт) ist die Bezeichnung für eine spezifisch sowjetische Kunstentwicklung, die sich im Stil der westlichen Pop Art mit den Symbolen des Sozialistischen Realismus beschäftigt und so zu einer der ersten Kunstrichtungen der russischen Postmoderne wurde.

## Entstehung des Begriffes
Der Begriff Soz Art geht auf die beiden russischen Konzeptkünstler Vitaly Komar und Alex Melamid zurück. In einer Moskauer Kunstausstellung von 1972 äußerte der sowjetische Architekturhistoriker Vladimir Papernyi, Komar und Melamids Werke erinnerten an eine sowjetische Version der westlichen Pop Art.

## Parallelen zur Pop Art
Während die westliche Pop Art die Warenästhetik des kapitalistischen Wirtschaftssystems reflektiert, spielt die Soz Art mit den Ideologemen des Sozialismus. Statt auf den Überfluss an Waren wollen die Künstler auf den Überfluss an Ideologie aufmerksam machen. Durch die Verfremdung und Ironisierung von Symbolen, Bildern und Schreibweisen des Sozialistischen Realismus steht die Soz Art zusammen mit der Tauwetter-Literatur, der Samizdat und der Tamizdat-Literatur am Beginn der Aufarbeitung und Kritik des Sozialistischen Realismus.

## Vertreter der Soz Art
- Vitaly Komar (* 1943), Künstler
- Alex Melamid (* 1945), Künstler
- Erik Wladimirowitsch Bulatow (* 1933), russischer Maler
- Igor Alexejewitsch Nowikow (* 1961), russisch-schweizerischer Maler
- Aleksander Kosolapov (* 1943), russisch-amerikanischer Konzeptkünstler
- Wladimir Georgijewitsch Sorokin, Literat
- Timur Kiribov (* 1955),  Maler
- Dmitri Alexandrowitsch Prigow (1940–2007), Konzeptkünstler
- Leonid Sokov (* 1941), Maler und Bildhauer

## Sammlungen und Ausstellungen
Als erste westliche Sammler kaufte das Kölner Ehepaar Peter und Irene Ludwig ab 1978 in der damaligen Sowjetunion Werke der Soz Art. Die Bilder sind heute Teil der Sammlung „Von der russischen Avantgarde zur Soz-Art“ des Kölner Museum Ludwig.
- McLenin, Panzer und Bomber. Haus der russischen Wissenschaften und Kultur, Berlin 2000.[2]
- Roter Stern. Die Verwandlung des Roten Sterns: Soz-Art 60er bis 90er Jahre. Universität Basel 2002.